# Villanueva de la Reina
Villanueva de la Reina é um município da Espanha na província de Jaén, comunidade autónoma da Andaluzia, de área 209,54 km² com população de 3344 habitantes (2004) e densidade populacional de 15,96 hab/km².

## Demografia
| Variação demográfica do município entre 1991 e 2004 | Variação demográfica do município entre 1991 e 2004 | Variação demográfica do município entre 1991 e 2004 | Variação demográfica do município entre 1991 e 2004 |
| --------------------------------------------------- | --------------------------------------------------- | --------------------------------------------------- | --------------------------------------------------- |
| 1991                                                | 1996                                                | 2001                                                | 2004                                                |
| 3420                                                | 3301                                                | 3319                                                | 3344                                                |